# Ferrovia Trento-Malé-Mezzana
La ferrovia Trento-Malé-Mezzana (comunemente chiamata Vaca Nonesa o semplicemente "tram" in dialetto trentino e noneso) è una ferrovia a trazione elettrica e a scartamento metrico che collega la città di Trento (192 m s.l.m.) con Mezzana (900 m s.l.m.).
La ferrovia parte da Trento accanto alla stazione RFI e raggiunge Mezzana transitando per Malé, capoluogo della Val di Sole. Nel suo percorso attraversa la Piana Rotaliana, la Val di Non e la Val di Sole, affiancando in molti tratti il torrente Noce.
Presso la stazione di Daolasa (Commezzadura) effettua interscambio con l'impianto di risalita della Val Mastellina, mentre presso quella di Marilleva si effettua l'interscambio con la cabinovia che conduce a Marilleva 1400 (skiarea Folgarida-Marilleva).
Il gestore dell'infrastruttura è Trentino Trasporti, mentre il servizio è espletato da Trentino Trasporti Esercizio.

## Storia
Con decreto del Consiglio Superiore dei lavori Pubblici n. 3415 del 22 dicembre 1948 la società Ferrovia Elettrica Trento-Malé (FETM) fu autorizzata ad attuare il progetto di trasformazione della tranvia Trento-Malé, inaugurata nel 1909 dal Governo asburgico, ed ereditata dalla precedente gestione a cura della società Ferrovia locale Trento-Malé.
Dopo una serie di vicende legate alla scarsità di finanziamenti, nel 1960 fu aperto all'esercizio il tratto tra la stazione tranviaria di Trento Torre Verde e Cles. Contestualmente fu soppressa l'intera linea tranviaria: per il servizio sulla nuova linea furono impiegati i vecchi rotabili tranviari, mentre quello sul tronco Cles–Malé fu provvisoriamente sostituito da un'autolinea. Nel giugno 1961 fu aperto il tratto ferroviario collegante queste due località.
Nel 1964 fu completato il fabbricato della stazione di Trento Porta Centa, la quale sostituì il vecchio capolinea tranviario, per cui si decise di inaugurare solennemente la linea il 13 dicembre. Nello stesso periodo entrarono in funzione le nuove elettromotrici delle Officine Meccaniche della Stanga e la tensione di alimentazione, in origine di 800 V, fu aumentata a 3000 V, lo stesso valore usato sulla rete statale delle FS.
Con la legge finanziaria per il 1987, la FTM ottenne 60 miliardi di Lire che furono impiegati per la costruzione di una nuova stazione capolinea a Trento, posizionata nei pressi di quella delle FS e che è stata inaugurata nel 1995, e per il primo lotto del prolungamento da Malé a Fucine. A metà degli anni novanta la Provincia autonoma di Trento ha finanziato il rinnovo degli armamenti e degli impianti di elettrificazione e telecomunicazione.
Nel 2002 la società FTM è stata inglobata in Trentino Trasporti (TT), la nuova società intermodale di trasporto pubblico su gomma e rotaia del Trentino. Il 5 maggio 2003 è stato aperto il prolungamento, di circa 10 chilometri, fino alla località turistica di Marilleva nel comune di Mezzana.
Nel 2005, allo scopo di permettere il potenziamento della rete stradale a settentrione di Lavis, sono iniziati i lavori di interramento della linea ferroviaria fra la stazione di Lavis e la fermata di Zambana. Il nuovo tratto, predisposto per il doppio binario, è stato inaugurato il 6 settembre 2007.
Nel marzo 2015 sono iniziati i lavori di realizzazione del nuovo tracciato ferroviario nell'ambito territoriale del comune di Mezzana, relativamente al prolungamento della linea da Marilleva 900 alla nuova stazione capolinea di Mezzana, inaugurata il 23 luglio 2016. È dotata anche di un ramo di collegamento tra l'ex strada statale 42 e la strada provinciale 206 di Marilleva. È inoltre previsto un ulteriore prolungamento della linea fino a Fucine.
Il 28 luglio 2018 è stato aperto il nuovo tratto interrato a doppio binario sotto l'abitato di Lavis con l'inaugurazione della nuova stazione dell'omonimo paese.

## Caratteristiche
La linea costruita negli anni cinquanta è una ferrovia a binario singolo a scartamento ridotto da 1000 mm (metrico). La trazione è elettrica tramite linea aerea di contatto alla tensione di 3000 V in corrente continua. Le rotaie sono di tipo Vignoles da 50 kg/m, posate su traverse biblocco système Vagneux con attacchi Nabla.
Il tratto tra Trento e Gardolo è a doppio scartamento a tre rotaie per permettere il transito di convogli merci a scartamento ordinario da 1435 mm tra la ferrovia del Brennero e l'ex stabilimento della Whirlpool.
Il tracciato ha una pendenza massima del 50 per mille, mentre il raggio di curvatura minimo è di 80 metri. Presenta ventitré ponti, il più lungo dei quali misura 456 m. Il ponte di Santa Giustina, sul greto del Noce, è lungo 78 metri e alto 140 metri. È stato realizzato nel 1959 e all'epoca era il più alto ponte ferroviario del mondo.
Le gallerie sono dodici, per una lunghezza totale di 4710 m. Vi sono diciotto passaggi a livello, alcuni dei quali sono stati eliminati grazie all'opera di interramento della ferrovia tra gli abitati di Zambana e Lavis. Lungo il percorso sono presenti ventuno stazioni e fermate.
La velocità massima dei convogli è di 90 km/h.

## Materiale rotabile

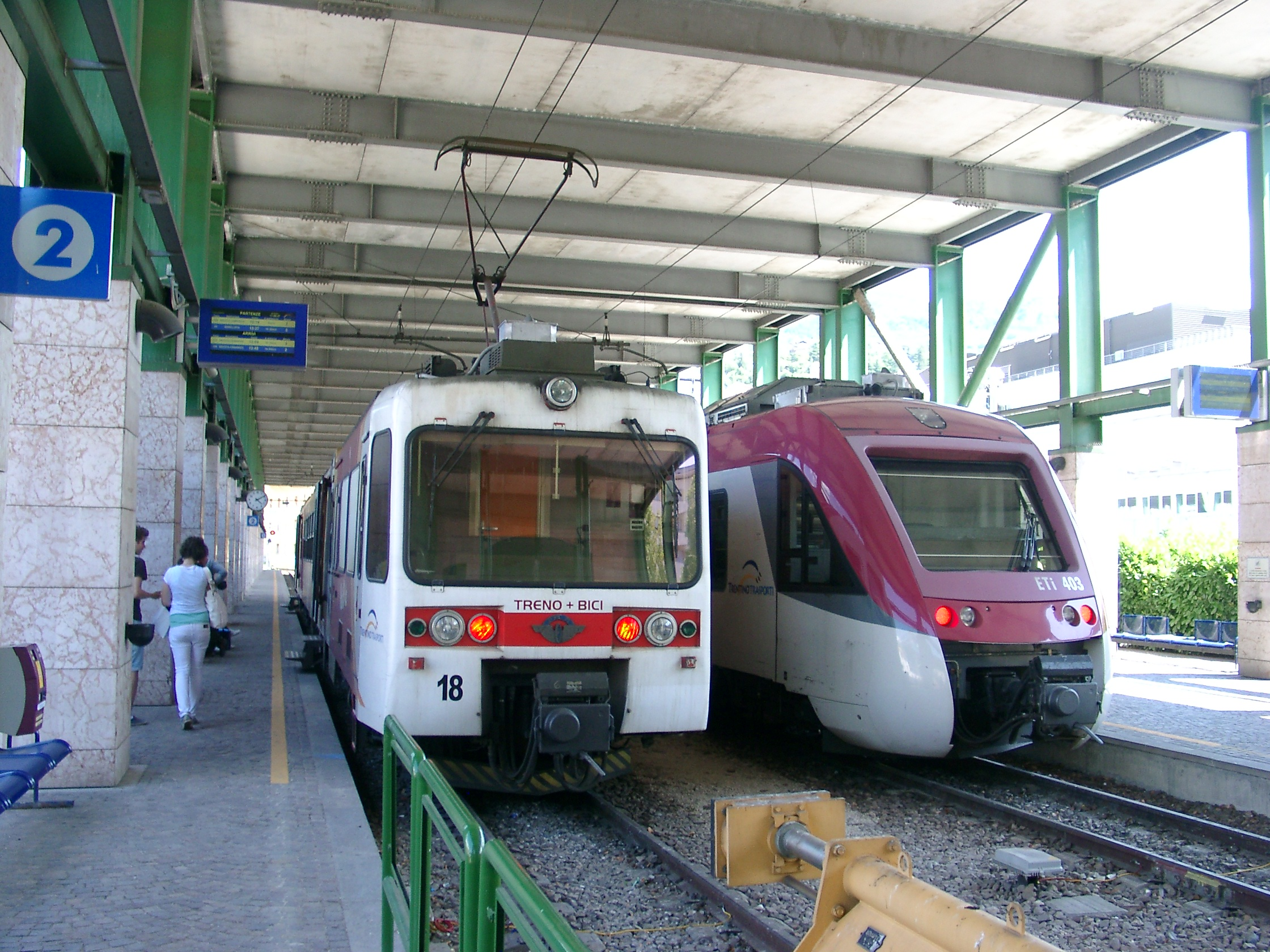
E86 ET 18 e Coradia Meridian ETi 8/8 403 nella nuova stazione di Trento

Il materiale rotabile risulta essere il seguente:
- quattordici elettrotreni costruiti a partire dal 2005 da Alstom, immatricolati come ETi 8/8 401÷414;
- quattro elettrotreni costruiti nel 1994 da Casaralta/Ansaldo/TIBB e consegnati tra il 1994 e il 1995 immatricolati come FiReMa E86 ET 15÷18;
- cinque elettromotrici costruite nel 1964 da Stanga/TIBB, immatricolate nella serie EL 01÷05. Queste sono state sottoposte ad un restauro per i loro cinquant'anni; in particolare le unità 03 e 05 sono state riportate nei colori originali, grigio e bianco, e risultano accantonate a Croviana, come pure le altre tre unità;
- due elettrotreni acquisiti nel 1966 dalla dismessa Ferrovia delle Dolomiti, immatricolati nella serie ET 007-008 e costruiti nel 1955 da Stanga/TIBB. Nel 2018 è stato effettuato un restauro estetico di entrambi i rotabili presso la CIMA Riparazioni Ferroviarie.[11] I due rotabili sono ora ritornati a Trento negli storici colori avorio-azzurro della Ferrovia delle Dolomiti. Uno (matricola ET 008) si trova esposto al Museo TtrAM accanto all'ex rimorchiata pilota CP 2; l'altro, in attesa di sistemazione definitiva (si ipotizza un possibile ritorno a Cortina d'Ampezzo per le Olimpiadi invernali del 2026), è all'interno del perimetro dell'aeroporto Caproni a Mattarello;[12]
- tre elettrotreni costruiti nel 1964 da Stanga/TIBB, immatricolati nella serie ET 11÷13. Due dei tre elettrotreni sono stati demoliti: l'ET 11 a causa di un incendio; l'ET 12 a causa di un incidente, avvenuto in fase di manovra a Trento, che ne rese irreparabile il telaio. L’ET 13 è stato portato alle officine Magliola di Santhià per essere revampizzato (come le EL 01÷05), ma il progetto è stato abbandonato e l’elettrotreno rimane tuttora lì accantonato;
- un locomotore costruito nel 1965 da Stanga/TIBB, immatricolato come LC 21;
- un Treno Storico,[13] composto da un locomotore della dismessa FEVF (B 51) e dalla carrozza passeggeri C 326 originale della Tranvia Trento-Malé (ed eventualmente da alcuni carri merci originali restaurati). Il B 51 è stato costruito nel 1929 dalla Carminati & Toselli con equipaggiamento elettrico TIBB. Al momento della chiusura della FEVF fu acquistato dalla Ferrovia Genova-Casella. Nel 2008, in vista del centenario della FTM (1909-2009), il rotabile venne acquistato e restaurato per poter essere atto al traino della C 326. Sono state mantenute le modifiche effettuate dalla ferrovia ligure quali l'apertura dei finestrini sulle fiancate per effettuare il servizio passeggeri. La colorazione rosso-giallo non fu mai vestita storicamente da questo locomotore, ma fu deciso così durante il restauro sia per avere un migliore accostamento cromatico con il resto del materiale storico originale a disposizione della FTM, sia perché richiamava la colorazione del materiale viaggiatori della dismessa FEVF. La carrozza passeggeri C 326 con cassa del 1909 fu recuperata nel 1991 e, in parte restaurata, in parte ricostruita secondo i progetti originali, fu pronta per il 90° della FTM nel 1999. Revisionata per il centenario della ferrovia nel 2009, accompagna il B 51 in tutte le grandi occasioni e per alcuni treni speciali, quali l'edizione "vintage" del Trenino dei Castelli.[14]

## Percorso

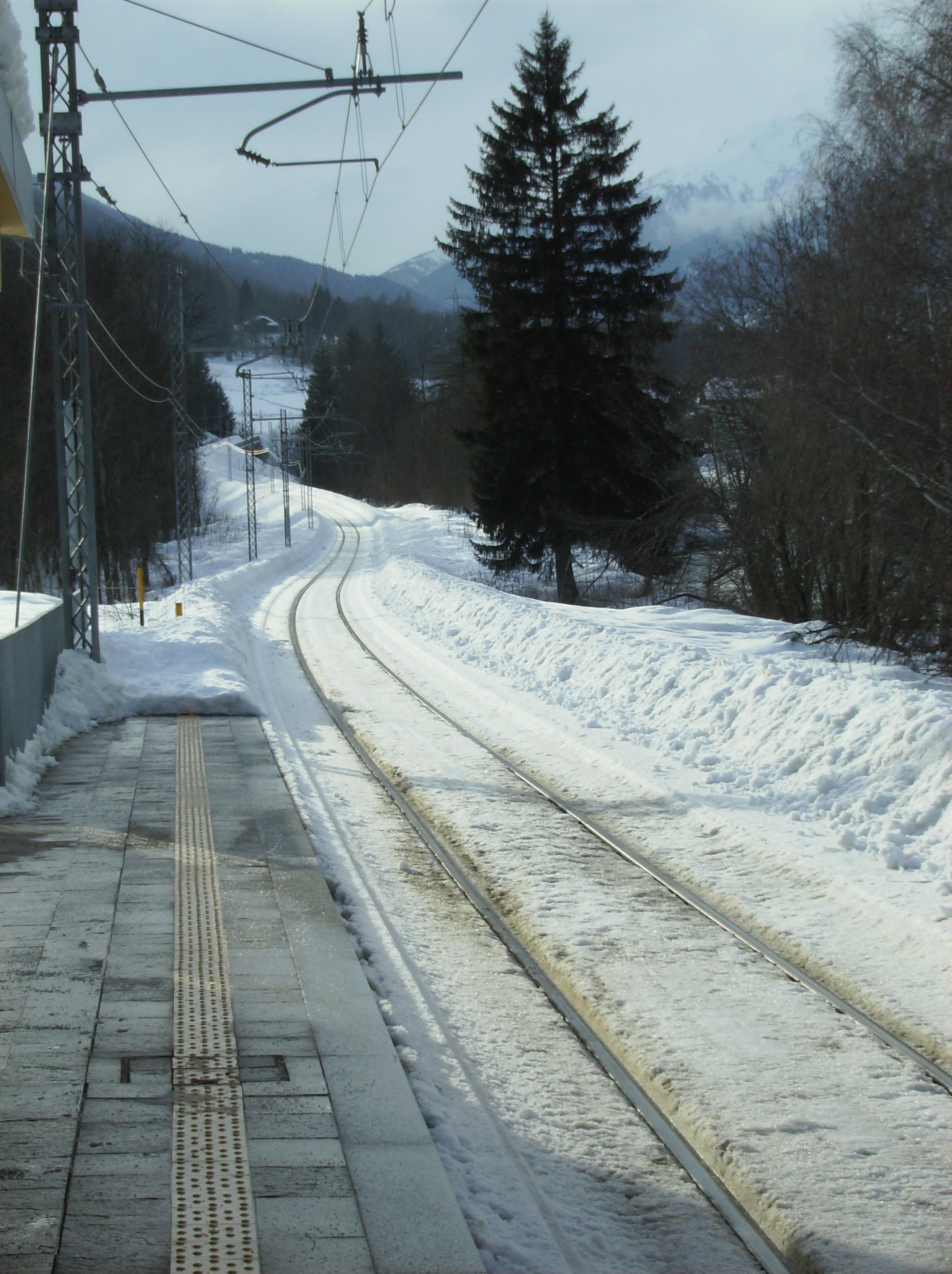
La nuova stazione della FTM Daolasa e parte del percorso della ferrovia verso il capolinea di Mezzana

|  |  | Continuation backward |

|  | Unknown route-map component "CONTgq" | Unknown route-map component "ABZg+r" |

|  | Head station | Station on track |

|  | Station on track | Straight track |

|  | Unknown route-map component "d" | Unknown route-map component "vSTR-" | Unknown route-map component "vSHI2l-" |

|  | Unknown route-map component "d" | Station on track | Unknown route-map component "d" | Straight track + Unknown route-map component "MFADEf" |

| Stop on track |

| Stop on track |

| Small bridge over water |

| Unknown route-map component "KRW+l" | Unknown route-map component "xKRWgr" |  |

| Unknown route-map component "tSTRa" | Unknown route-map component "exSTR" |  |

| Unknown route-map component "tSTR" | Unknown route-map component "exHST" |  |

| Unknown route-map component "tHST" | Unknown route-map component "exSTR" |  |

| Unknown route-map component "tSTR" | Unknown route-map component "exHST" |  |

| Unknown route-map component "tHST" | Unknown route-map component "exSTR" |  |

| Unknown route-map component "d" | Unknown route-map component "tSTRe" | Unknown route-map component "exSTR" | Unknown route-map component "d" | Straight track + Unknown route-map component "MFADEg" |

| Unknown route-map component "d" | Unknown route-map component "KRWl" | Unknown route-map component "xKRWg+r" | Unknown route-map component "BS2+l" | Unknown route-map component "dBS2c4" |

|  | Stop on track | Straight track |

|  | Unknown route-map component "eHST" | Straight track |

|  | Unknown route-map component "d" | Unknown route-map component "vSTR-" | Unknown route-map component "vSHI2l-" |

|  | Unknown route-map component "d" | Unknown route-map component "hKRZWae" | Unknown route-map component "d" | Straight track + Unknown route-map component "MFADEf" |

| Stop on track |

|  | Unknown route-map component "d" | Unknown route-map component "SKRZ-Au" | Unknown route-map component "d" | Straight track + Unknown route-map component "MFADEg" |

| Unknown route-map component "d" | Unknown route-map component "STR+l" | Unknown route-map component "KRZo" | Unknown route-map component "dSTRq" | One way rightward |

| Straight track | Station on track |  |

| Unknown route-map component "eABZg+l" | Unknown route-map component "eKRZ" | Unknown route-map component "exCONTfq" |

| Station on track | Straight track |  |

| Unknown route-map component "dCONTgq" | One way rightward | Unknown route-map component "xSHI2gl" | Unknown route-map component "dBS2c3" |  |

| Unknown route-map component "d" | Unknown route-map component "vexHST-STR" |

| Unknown route-map component "d" | Unknown route-map component "vexSTR-HST" |

| Unknown route-map component "d" | Unknown route-map component "xvSHI2g+l-" |

| Small bridge over water |

| Station on track |

| Small bridge over water |

| Stop on track |

| Small bridge over water |

| Station on track |

| Station on track |

| Small bridge over water |

| Unknown route-map component "eBHF" |

| Station on track |

| Stop on track |

| Station on track |

| Station on track |

| Small bridge over water |

| Stop on track |

| Station on track |

| Stop on track |

| Enter and exit tunnel |

| Small bridge over water |

| Stop on track |

| Stop on track |

| Stop on track |

| Stop on track |

| Stop on track |

| Stop on track |

| Stop on track |

| Small bridge over water |

|  | Unknown route-map component "xKRWgl" | Unknown route-map component "KRW+r" |

| 55+040 |
| 0+000  |

|  | Unknown route-map component "exKBHFe" | Straight track |

|  |  | Station on track |

|  |  | Stop on track |

|  |  | Stop on track |

|  |  | Stop on track |

|  |  | Small bridge over water |

|  |  | Small bridge over water |

|  |  | Stop on track |

|  |  | Small bridge over water |

|  |  | Stop on track |

|  |  | Stop on track |

|  |  | Stop on track |

|  |  | End station |

## Traffico
L'offerta di corse per il servizio passeggeri prevede treni "locali" e "diretti"; questi ultimi fermano solo nelle principali località. Sono previste inoltre corse extra sulla tratta Trento-Mezzolombardo e, nella stagione estiva, sulla Mostizzolo-Mezzana, classificate come "Treno + Bici" ed espletate dagli elettrotreni tipo E86, parzialmente privi di sedili, per lasciare spazio alle biciclette.
La linea è priva di servizio merci dagli anni novanta. Al 2020 presso la stazione di Mezzocorona Ferrovia è ancora presente (ma in stato di abbandono e senza linea aerea) il raccordo verso la vicina stazione FS con le fosse di carico che permettevano il trasferimento dei carri merci a scartamento normale sia sui carrelli trasportatori Langbein/Casaralta, sia sui Moncenisio. A fine ottobre 2022 il binario di raccordo fra le due infrastrutture è stato smantellato.